# Hielo
Hielo (in italiano : "ghiaccio") è un singolo dell'artista musicale portoricano Daddy Yankee, pubblicato il 18 maggio 2018. Ha raggiunto la 42° posizione nella classifica Hot Latin Tracks di Billboard.

## Descrizione
Hielo è un brano musicale di genere trap della durata di tre minuti e ventinove secondi. Il testo è scritto dal punto di vista di un uomo "segnato da tradimenti, sfiducia e mancanza d'amore". A seguito di queste esperienze, il protagonista adotta un nuovo atteggiamento nei confronti delle relazioni sentimentali, trasformandosi in una "persona fredda, distaccata e priva di empatia".
Il brano è stato scritto dallo stesso Daddy Yankee e da Rafael Pina e Gaby Music. È stato registrato presso gli studi della Pina Records a Caguas. La canzone è scaricabile a partire dal 18 maggio 2018.